# منتخب البرازيل للريشة الطائرة
منتخب البرازيل لتنس الريشة هو ممثل البرازيل الرسمي في المنافسات الدولية في كرة الريشة .